# Las aventuras de Tom Sawyer

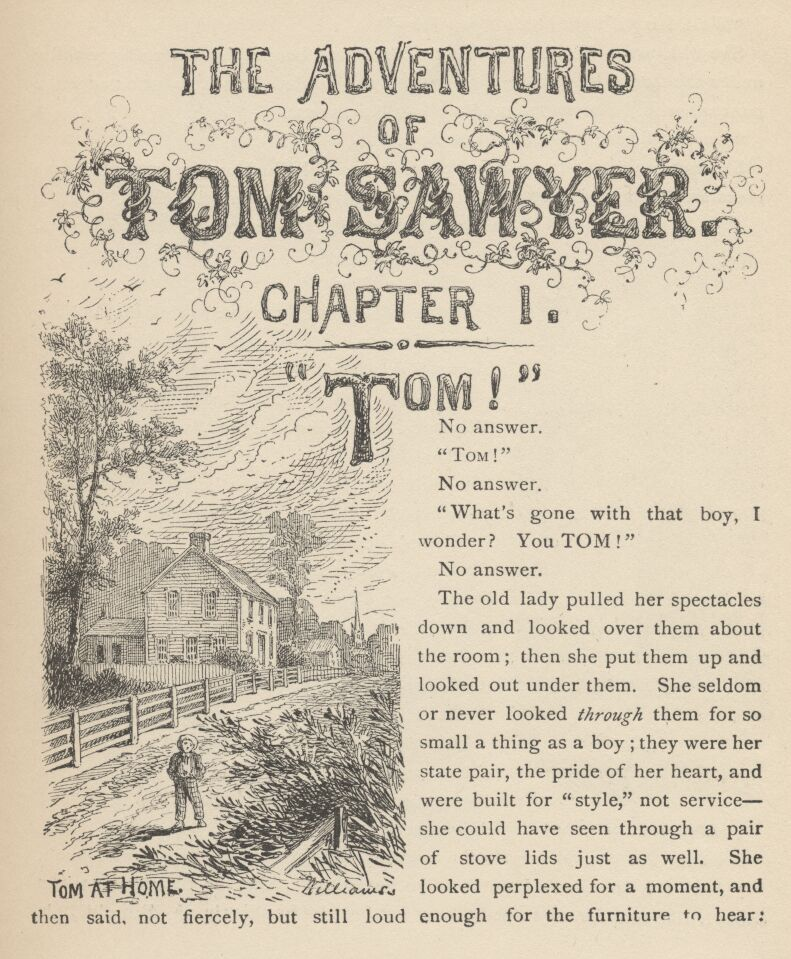
Primer capítulo de la obra.

Las aventuras de Tom Sawyer es una novela del autor estadounidense Mark Twain publicada entre 1876 y 1878, actualmente considerada una obra maestra de la literatura. Relata las aventuras de la infancia de Tom Sawyer, un niño que crece en el período anterior a la  Guerra de Secesión en «St. Petersburg», una población ficticia, de la costa del río Misisipi inspirada en Hannibal (Missouri)
, donde creció el autor.

## Resumen del libro
En una pelea callejera con un niño desconocido, Tom llega tarde, con la ropa sucia y su tía Polly le obliga a pintar la valla al día siguiente como castigo. Tom hábilmente convence a sus amigos para que le intercambien unos pequeños tesoros por el privilegio de hacer su trabajo. Luego negocia los pequeños tesoros por boletos de la Escuela Dominical que se reciben normalmente cuando se memorizan versículos de la Biblia. Tom intercambia los boletos por una Biblia, ante la sorpresa y el desconcierto del superintendente que pensaba que "era simplemente absurdo que este muchacho pudiera haber almacenado dos mil versículos de sabiduría bíblica en su cabeza mientras que una simple docena sin lugar a dudas forzaría en extremo sus capacidades".   
Tom se enamora de Rebeca Thatcher (Becky), una chica rubia que es nueva en la ciudad e hija del juez Thatcher, y la convence para comprometerse con él, besándolo. Pero su romance se derrumba cuando Becky se entera de que Tom se había comprometido antes con Amy Lawrence. Poco después de que Becky lo rechaza, Tom acompaña a Huckleberry Finn, el hijo del borracho del pueblo, al cementerio por la noche (una noche de viernes) en donde son testigos del asesinato del Dr. Robinson a manos de Joe "el Indio", donde el vagabundo Muff Potter es culpado por el asesino aprovechándose de que estaba borracho.
Tom, Huck y Joe Harper se escapan a una isla. Mientras disfrutan de su nueva libertad, jugando a ser piratas, los niños se enteran de que la comunidad estaba limpiando el fondo de los ríos para encontrar sus cuerpos. Tom se cuela en su casa una noche para observar la conmoción causada por su escapatoria. Tras un breve instante de remordimiento al ver a sus seres queridos sufrir por él, a Tom se le ocurre la genial idea de aparecer en su propio funeral.
De regreso en la escuela, Tom se gana de nuevo el favor de Becky, después de que en la escuela noblemente él acepta la culpa por la rotura de un libro del profesor Dobbins, que ella ha roto. Pronto, comienza el juicio de Muff Potter, en el que Tom testifica en contra de Joe "el Indio". Potter es absuelto, pero Joe "el Indio" huye del juzgado a través de una ventana. Con Joe "El Indio" prófugo, Tom teme por su vida, ya que piensa que lo puede encontrar fácilmente.
El verano llega, y Tom y Huck van en búsqueda de un tesoro enterrado en una casa embrujada. Después de aventurarse al piso de arriba, oyen un ruido en la parte de abajo. Mirando a través de agujeros en el suelo, ambos ven a Joe "el Indio" disfrazado como un español sordomudo mientras discute con su compañero el plan para enterrar un tesoro robado. Desde su escondite, Tom y Huck se retuercen de placer ante la perspectiva de desenterrarlo para hacerse con el mismo. Huck comienza a seguir a Joe "el Indio" por las noches, en busca de una oportunidad para conseguir el oro. Mientras tanto, Tom se va de "picnic" a la cueva de McDougall con Becky y sus compañeros de clase. En un exceso de confianza, Tom se desvía con Becky de los caminos marcados e irremediablemente se pierden en la cueva. Esa misma noche, Huck ve a Joe "el Indio" y a su socio escabulléndose con una caja. Huck los sigue y escucha sus planes para atacar a la viuda Douglas. Al correr en busca de ayuda, Huck previene el crimen y se convierte en un héroe anónimo.
Durante los siguientes días, Tom y Becky deambulan por el extenso complejo de cuevas. Un día, Tom se topa accidentalmente con Joe "el Indio" aunque, afortunadamente, el eco de la cueva hace que su voz sea difícil de rastrear para su némesis. Finalmente Tom y Becky encuentran una salida, y la comunidad vuelve a recibir jubilosamente a los dos niños. Como medida preventiva, el juez Thatcher (padre de Becky) hace clausurar la cueva de McDonald´s, atrapando sin saberlo a Joe "el Indio" en el interior. Varios días después, cuando Tom, quien durante ese tiempo había estado en cama, se entera del sellado de la cueva, dirige una pandilla a la cueva, donde descubren el cadáver de Joe "el Indio" justo en la entrada sellada, muerto por inanición.
Una semana más tarde, después de haber comprobado la presencia de Joe "el Indio" en la cueva de McDougall, donde a su vez el villano habría escondido el oro robado, Tom lleva a Huck a la cueva y juntos encuentran la caja llena de oro, el cual les servirá para invertirlo en su futuro. La viuda Douglas adopta a Huck, y cuando él intenta escapar de la vida civilizada, Tom le asegura que podrá unirse a su banda de ladrones si regresa con la viuda, aduciendo que los ladrones, a diferencia de los piratas, tienen el respeto de la sociedad. De mala gana, Huck acepta y regresa con su protectora.

## Personajes
Principales
- Thomas Sawyer, el protagonista de la historia.
- Huckleberry Finn, mejor amigo de Tom
- Joe Harper, amigo íntimo de Tom
- Sidney (Sid), hermanastro menor de Tom
- Becky Thatcher, hija del juez del condado, novia de Tom
- Joe "el Indio", antagonista de Tom de carácter muy poco amigable.
- Tía Polly, tía de Tom

Secundarios
- Mary, prima de Tom.
- Billy, compañero de clase de Tom.
- Johnny Milles, compañero de clase de Tom.
- Amy Lawrence, exnovia y compañera de clase de Tom.
- Muff Potter, viejo borrachín amigo de Tom.
- Juez Thatcher, juez del condado y padre de Becky.
- Dr. Robinson, médico del pueblo.
- Mr. Walters, superintendente de la escuela dominical.
- Jeff Thatcher, abogado, hermano del juez Thatcher.
- Ben Rogers, muchachuelo burlón de la pandilla.
- Jim, chico de tez morena que ayuda en los quehaceres en casa de Tía Polly.

## Ediciones en Español
La novela Las aventuras de Tom Sawyer ha sido traducido múltiples veces. Algunas ediciones disponibles en librerías son: 
- Ediciones Arlequín, traducción de Jorge Pepe Pérez, 2017: Las aventuras de Tom Sawyer.
- Grupo Editorial Tomo, traducción de Luis Rutiaga, 2016.
- Sexto Piso, traducción de Mariano Peyrou, 2016.
- IURE Editores, traducción de Aurelia Ramírez de Burejson, 2010.

## Adaptaciones
- Las aventuras de Huckleberry Finn, otra novela de Mark Twain, continuación de esta, en la que también aparecen los personajes de Tom Sawyer y Becky Tatcher.
- Las aventuras de Tom Sawyer (1938), adaptación cinematográfica de la obra.
- Las aventuras de Tom Sawyer (1973), adaptación musical de la obra.
- Las aventuras de Tom Sawyer (anime), serie de dibujos animados sobre la obra.
- Pablo y Andrea, telenovela infantil mexicana, producida por Lucero Suárez para Televisa en el año 2005.
- Tom Sawyer & Huckleberry Finn (2014), con personajes reales.

## Edición crítica
- Arias, Inocencio (2010). «En el centenario de Mark Twain». Leer (213): 46-47. ISSN 1130-7676.
- Craig, Ian (2009). «Las aventuras de Tom Sawyer en la España de Franco». Educación y biblioteca (171): 18-24. ISSN 0214-7491.
- Durán, Teresa (abril de 2014). «Clásicos recuperados. Por qué leer hoy a Mark Twain?». La Página escrita. (7): 66-67. Consultado el 14 de marzo de 2018.
- Muñoz Puelles., Vicente (noviembre1993). «MARK Twain : monográfico». CLIJ : Cuadernos de Literatura Infantil y Juvenil (55): 7-59. ISSN 0214-4123.
- Tébar, Juan (marzo-abril 2013). «Tom y Huck, los chicos del río y otros viajeros del tiempo». CLIJ : Cuadernos de Literatura Infantil y Juvenil (252): 16-25. ISSN 0214-4123.
- «Guía didáctica de la película Tom Sawyer». Making of (104-105): 69-70. 2014. ISSN 1137-4926.